# Suore domenicane della Congregazione francese di Santa Caterina da Siena
Le Suore domenicane della Congregazione francese di Santa Caterina da Siena (in francese Dominicaines de la congrégation française de Sainte Catherine de Sienne, Étrépagny) sono un istituto religioso femminile di diritto pontificio.

## Storia
Le origini della congregazione risalgono al 1854, quando tre giovani donne decisero di riunirsi per condurre vita comune e aprire una scuola a Bonnay: il vescovo di Autun affidò il compito di formarle alla vita religiosa a una domenicana del convento di Chalon-sur-Saône, Marie Therèse Joséphine Gand (suor San Domenico della Croce), considerata fondatrice dell'istituto.
L'istituto iniziò a espandersi rapidamente con la fondazione di case in Alsazia e Belgio e nel 1868 le suore raggiunsero le Antille. La casa-madre fu trasferita a Étrépagny nel 1882.
La congregazione, affiliata all'ordine dei frati predicatori dal 27 luglio 1859, ricevette il pontificio decreto di lode il 27 aprile 1864 e l'approvazione definitiva il 25 agosto 1869.

## Attività e diffusione
Le suore si dedicano alla vita contemplativa e a opere di apostolato attivo (insegnamento, assistenza a orfani e ammalati, catechesi...).
Oltre che in Francia, sono presenti a Trinidad e Tobago e in Canada; la sede generalizia è a Barataria, nei pressi di Port of Spain, sull'isola Trinidad.
Alla fine del 2015 l'istituto contava 59 religiose in 13 case.